# Арезе
Арезе (итал. Arese, ломб. Ares) — город на севере Италии, расположенный в провинции Милан области Ломбардия.
Население составляет 19 199 человек (на 2017 г.), плотность населения — 2927 чел./км². Занимает площадь 6,57 км². Почтовый индекс — 20020. Телефонный код — 00002.
Покровителями города считаются апостолы Пётр и Павел. Праздник города ежегодно празднуется 29 июня.

## Города-побратимы
- Мошонмадьяровар, Венгрия (1989)
- Кампольето, Италия (2006)